# Chachani
Le Nevado Chachani est, avec 6 057 m d’altitude, le plus haut des volcans de la région d'Arequipa dans le Sud du Pérou. Nommé localement El Chachani il est situé à 22 km du centre ville d'Arequipa. C’est un stratovolcan qui fait partie de la zone volcanique centrale des Andes.
Il est considéré comme l'un des « plus de 6 000 m » les plus faciles à escalader.
Malgré son altitude, la neige est très rare à son sommet, en raison de la sécheresse atmosphérique extrême qui règne sur le versant ouest des Andes au Sud du Pérou et de la faiblesse des précipitations dans la région d’Arequipa. Le sommet a également été affecté par le réchauffement climatique, à tel point qu'en 2008, il a perdu ses derniers glaciers.

## Toponymie
Le nom signifie « courageux » en aymara ou « montagne de l'homme » ou « montagne du mâle ».
Les légendes locales confèrent traditionnellement au Chachani le sexe féminin.

## Géographie

### Situation
Le volcan se trouve au nord-ouest d'Arequipa et au nord de l'aéroport d'Arequipa. Outre le Chachani, la ville est entourée par le Misti au nord-est et le Pichu Pichu à l'est. La route no 109 d'Arequipa à Chivay longe le pied sud-est du volcan d'où une piste au flanc du Chachani permet d'atteindre l'altitude de 5 000 m, en offrant de belles vues sur le Misti.
Le Chachani fait partie de la zone volcanique centrale des Andes, l'une des trois ceintures volcaniques distinctes de cette chaîne de montagnes. Cette zone centrale contient 44 stratovolcans nommés.

### Géomorphologie
Diverses études ont mis en évidence un nombre varié de formations composant le complexe du Nevado Chachani, incluant des dômes de lave, le stratovolcan et des cônes volcaniques. Le point culminant est à 6 057 m, faisant du Chachani le 84e plus haut sommet de la cordillère des Andes.

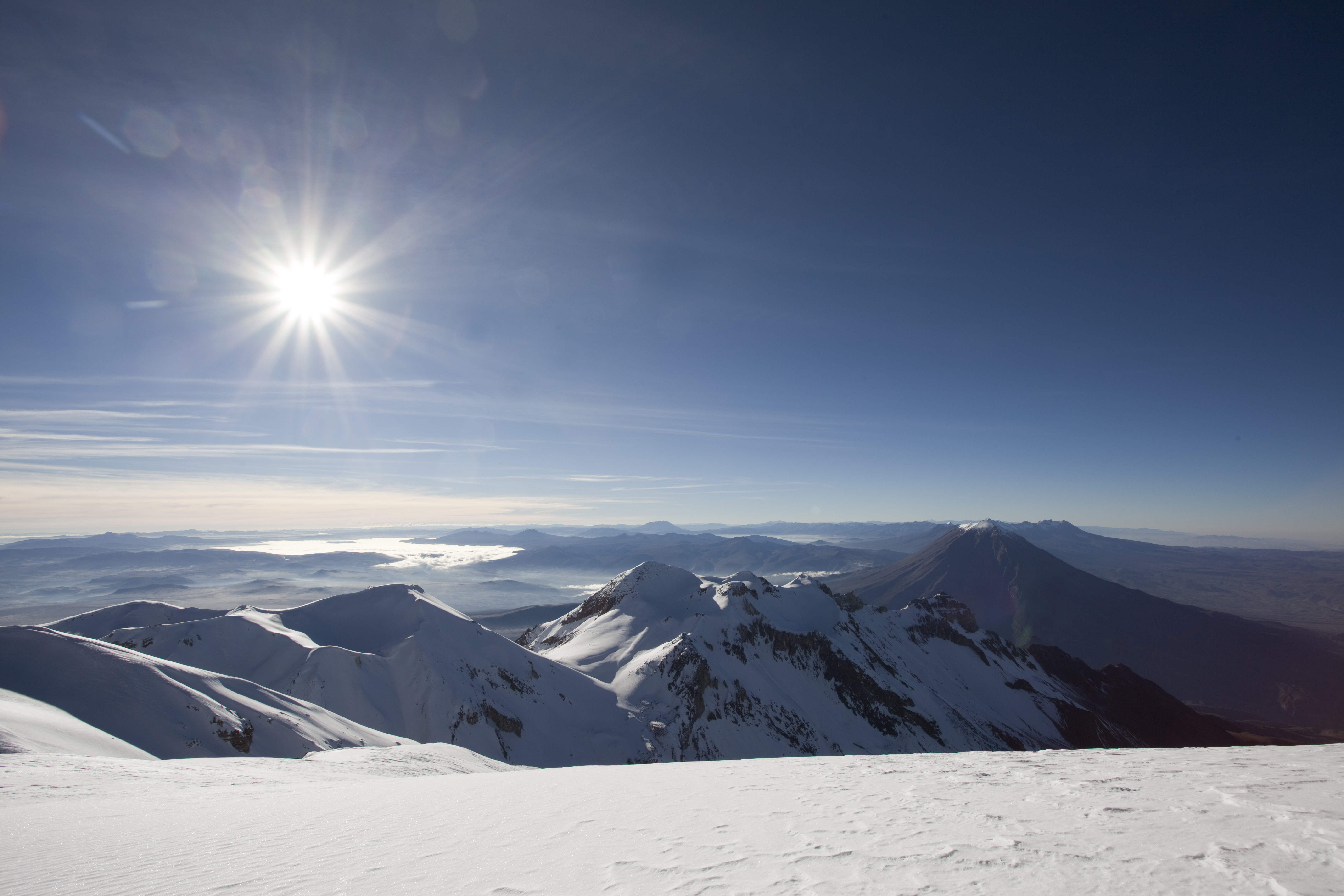
Le Nevado Chachani, au lever du soleil.

Le complexe du Chachani a une forme arquée d'environ 2 km de large et 17 km de long, englobant à la fois le volcan principal Chachani et le Nocarane de 5 784 m de haut (aussi connu sous le nom de Nocarani ou Noccarani) au nord du Chachani.
La Horqueta, avec El Rodado à l'ouest et le Chachani à l'est, forme une crête orientée est-ouest. La Horqueta a une apparence jeune et ressemble à un cône de cendres avec un cratère. Les pics supplémentaires sont le Los Ángeles (5 852 m) et au nord le Trigo (5 820 m).
Les dômes de lave du Colorado, également connus sous le nom de Cerro Penones, sont situés au nord-ouest du Nocarane. Au sud du Chachani à 8 km se trouvent les dômes de l'aéroport (appelé aussi Las Cortaderas ou Los Angeles-Pampa de Palacio), larges boucliers de lave avec deux évents discernables et une apparence jeune. Ces boucliers de lave se composent de coulées de lave qui se chevauchent avec une texture ondulée et rugueuse et un front escarpé. Ils ont été formés par des coulées de lave visqueuses.

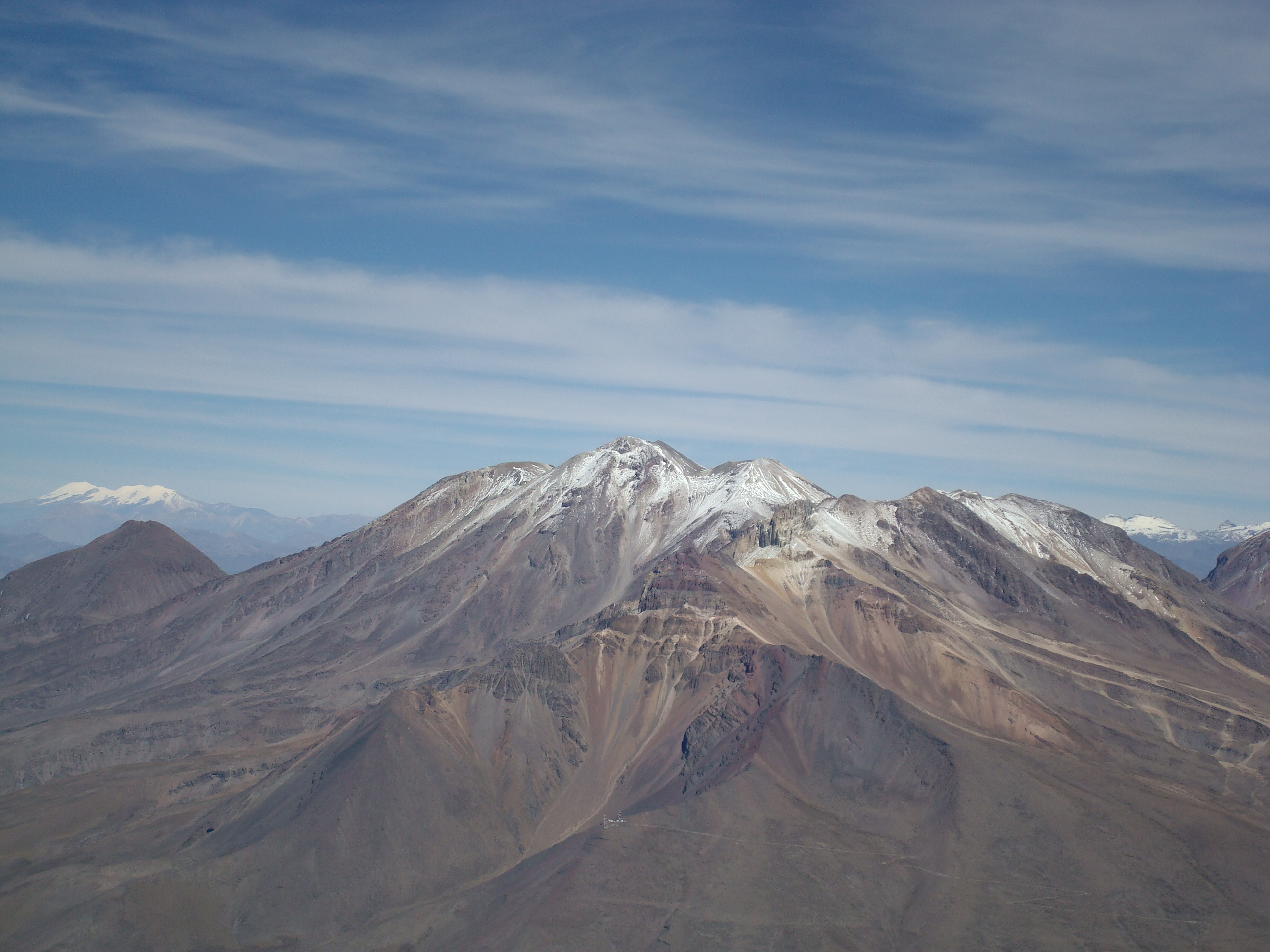
Le Chachani vu depuis le Misti.

Une caldeira volcanique associée à des ignimbrites fréquentes dans la région d'Arequipa est située sous le Chachani ; au nord, son contour est marqué par un amphithéâtre de 20 km de large tandis que sa partie sud est continue avec la dépression d'Arequipa et est généralement peu reconnaissable. Le Misti est apparu plus tard sur la marge de la caldeira du Chachani, où il coupe la frontière de l'Altiplano.
Le complexe volcanique est formé principalement par des coulées de lave ʻaʻā et de blocs qui dépassent rarement 10 km de longueur. En outre, des coulées pyroclastiques et des téphra se produisent. Le complexe volcanique couvre une superficie d'environ 600 km2 et a un volume actuel estimé entre 154 et 248 km3, ce qui fait du Chachani l'un des plus grands volcans des Andes.

### Glaciation
Le volcan a connu cinq étapes de glaciation dans le passé. Au cours du dernier maximum glaciaire, de vastes glaciers se sont formés et ont développé des moraines entre 3 150 et 3 600 m d'altitude. Des moraines latérales marquant la limite de la glaciation sont situées à 3 440 m sur le flanc sud. Des glaciers peuvent également s'être formés pendant le petit âge glaciaire, car il y a aussi des moraines vers 5 100 à 5 300 m. Cependant, actuellement, la montagne n'a plus qu'un névé. En général, les glaciers des Andes tropicales se sont rétrécis après la fin du petit âge glaciaire et surtout après les années 1970.
Des champs de pergélisol existent cependant toujours au Chachani, particulièrement près du Nocarane et atteignent des longueurs de 1,8 km. Ils se caractérisent par des apparences lobées et leur emplacement au pied de hautes falaises. Certains d'entre eux (environ six au total) sont toujours permanents et sont situés au-dessus de 4 810 m et se terminent à 4 160 m d'altitude. D'autres phénomènes périglaciaires comme le pipkrake se rencontrent également sur le complexe volcanique.
L'érosion glaciaire et les glissements de terrain ont affecté le complexe volcanique, formant des cirques et des vallées en forme de U et supprimant une grande partie de la forme originale des volcans individuels. Certaines moraines ont été envahies par des coulées de lave.

### Géologie
Le Chachani est issu de la subduction de la plaque de Nazca sous la plaque sud-américaine, responsable de l'activité volcanique et sismique de la région. L'activité volcanique dans la région du Chachani semble avoir commencé pendant le Crétacé-Paléocène sous la forme des volcans Toquepala. Les plus anciennes roches volcaniques de la cordillère Occidentale sont connues sous le nom de Tacaza, et ont subi une érosion et un plissement avant la phase suivante connue sous le nom de Sillapaca. Enfin, au cours du Miocène-Quaternaire, la formation de Sencca et les roches volcaniques de Barroso se sont développées. Chachani est classée parmi les roches volcaniques de Barroso bien que le volcanisme le plus ancien puisse appartenir à l'unité Sillapaca.
Le terrain du volcan est formé de roches volcaniques de l'Éocène jusqu'à l'âge récent, qui recouvrent un socle précambrien et comprennent des ignimbrites néogènes-quaternaires répandues. Le massif du Chachani chevauche la marge entre l'Altiplano de plus haute altitude et le bassin d'Arequipa à plus basse altitude.

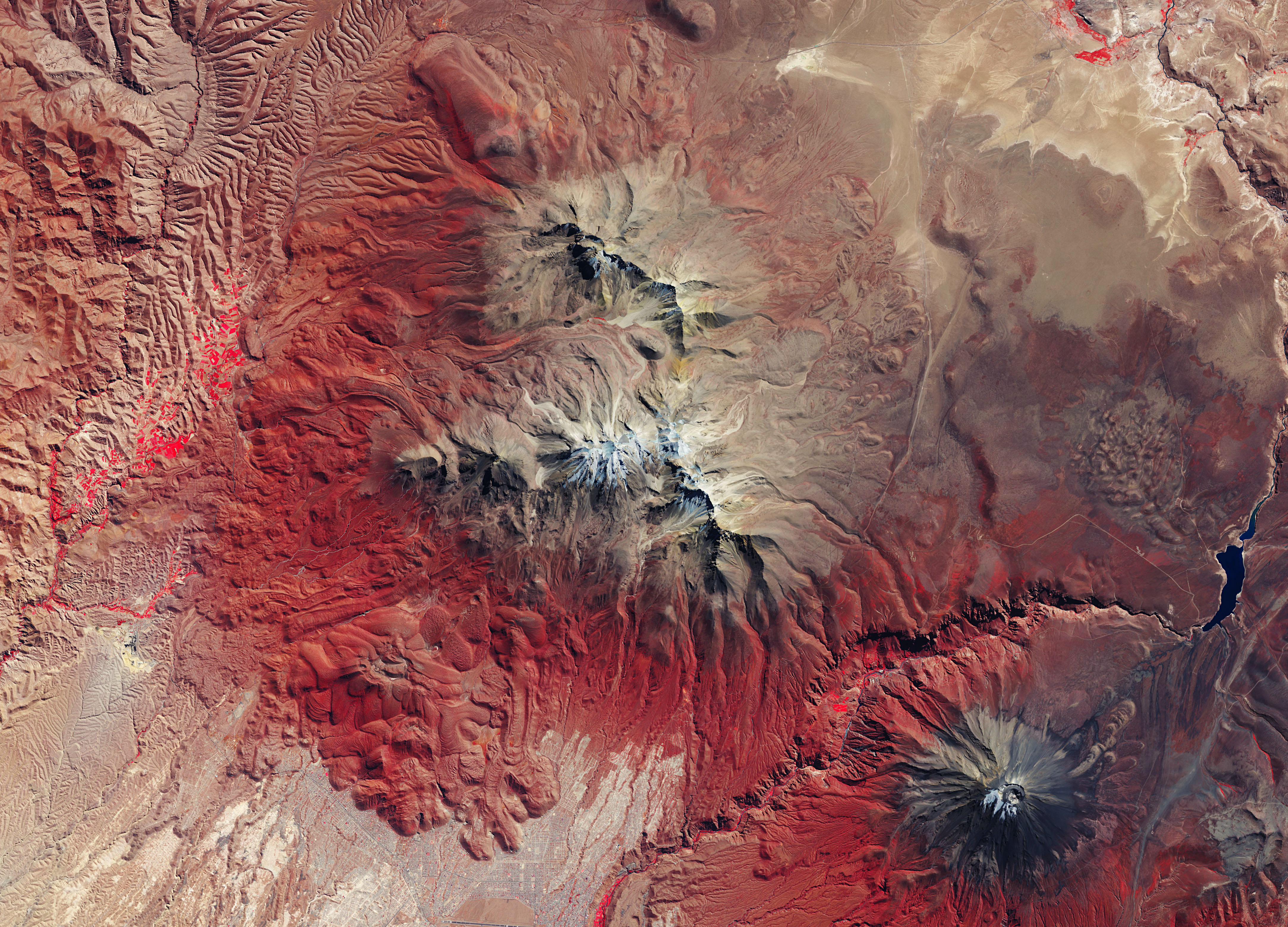
Vue satellite du Chachani et du Misti, avec Arequipa en bas de l'image ; on distingue aussi la piste de l'aéroport international. La prise de vue en proche infrarouge donne une fausse coloration rouge à la végétation.

Le Misti, le Pichu Pichu et le Chachani sont alignés sur des failles normales orientées nord-ouest/sud-est et ont été actives pendant l'Holocène.
Chachani a produit de l'andésite et de la dacite, qui définissent une suite calco-alcaline riche en potassium avec des caractéristiques inhabituelles en adakite. Les adakites sont des magmas qui se forment lorsque la plaque descendante dans un environnement de subduction fond. Les phénocristaux comprennent l'augite, la biotite, la hornblende et l'hypersthène. Les rhyolites des ignimbrites d'Arequipa contiennent en outre de l'ilménite, de la magnétite, du plagioclase, du quartz et de la sanidine. La composition des roches volcaniques a varié au cours de la durée de vie du Chachani, parfois des roches de composition andésite-basaltique ont également été expulsées alors que les volcans plus jeunes sont généralement plus homogènes.

### Climat et végétation
Sous l'influence du courant froid de Humboldt et de la crête subtropicale, la région présente un climat aride avec moins de 100 mm de précipitations annuelles à Arequipa. L'isotherme zéro degré au Chachani se situe à environ 5 000 m. La plage de température diurne est large et peut atteindre 20 °C, tandis que les températures au sol sont beaucoup plus stables et plus élevées que les températures de l'air.
De 3 500 à 3 900 m d'altitude, des cactus, des herbes, de l'herbe à plumes péruvienne, des yareta mais aussi des lichens et des mousses poussent sur les pentes du Chachani et d'autres volcans régionaux. La végétation est rare voire absente au-dessus de 4 500 m et une grande partie de ses pentes inférieures ont été dépouillées de leur végétation pendant l'ère coloniale. Les sols secs ne conviennent pas à l'agriculture. Une partie du volcan se trouve dans la réserve nationale Salinas y Aguada Blanca.

## Histoire

### Histoire éruptive
Les plus anciennes formations volcaniques liées à Chachani sont les « sillars », qui sont des coulées pyroclastiques rhyolitiques et des ignimbrites contenant des lits de pierre ponce. Ces ignimbrites comprennent l'ignimbrite d'âge pliocène de La Joya près de l'aéroport Vitor (en) à l'ouest d'Arequipa, l'ignimbrite plio-quaternaire de l'aéroport international Alfredo Rodriguez Ballón d'Arequipa et les formations quaternaires de Yura et Capillune.
Les 16 à 24 km3 de La Joya (datées de 4,8 millions d'années), les 18 à 20 km3 de l'aéroport de Arequipa (1,65 million d'années) et moins certainement les 1,5 km3 de Yura (Pléistocène précoce) ainsi que les ignimbrites de la formation Capillune paraissent avoir été expulsés du Chachani ou (dans le cas du Yura) par un évent au nord de celui-ci. Avec les coulées de lave, elles forment les unités « pré-Chachani » et sont probablement les plus grandes éruptions produites par le Chachani.

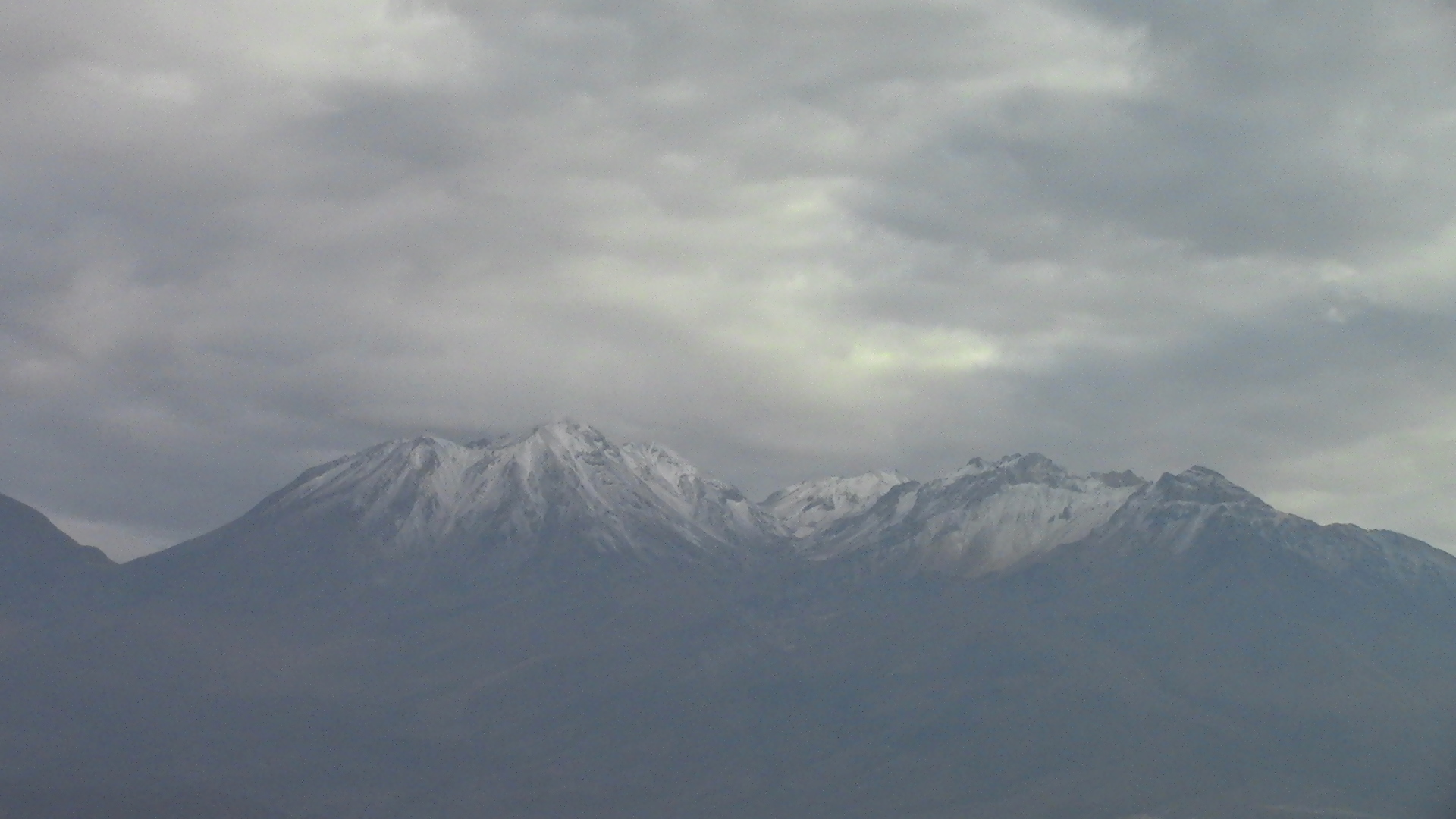
Vue du Chachani en automne.

Ces coulées se sont produites dans la région plus large de Chachani et se sont multipliées dans la région d'Arequipa et dans les vallées fluviales. Leur mise en place a eu lieu sous la forme de torrents de roches chaudes se déplaçant rapidement. Une ignimbrite supplémentaire est l'ignimbrite Río Chili (Miocène) datant de 13 millions d'années ; les évents de ces unités du Miocène sont inconnus et l'ignimbrite du Río Chili semble être apparentée à l'ignimbrite de Huaylillas du Sud du Pérou.
Plus tard, au cours du quaternaire, le complexe volcanique de Chachani s'est développé dans la caldeira. L'activité plus ancienne a formé les anciens volcans Chingana au nord-est, Estribo à l'est et Nocarane au nord de Chachani, ainsi que les dômes de lave du Colorado au nord-nord-ouest du Nocarane et les volcans Base de Chachani et El Angel. La datation argon-argon a donné des anciennetés comprises entre 1 000 000 et 500 000 ans pour ces volcans. Plus tard, les volcans El Rodado, La Horqueta et Chachani (vers 131 000 et 130 000 ans) se sont formés dans l'alignement ouest-est, avec le champ de lave d'Uyupampa (il y a environ 280 000 à 230 000 ans). Loin à l'ouest du Chachani, se sont aussi formés les dômes sud de l'aéroport (il y a entre 400 000 à 290 000 ans), les dômes de lave de Cabrería au sud-sud-est et le dôme de Volcancillo au nord-est du Chachani.
La date la plus récente signalée (56 500 ± 31 600 ans) a été obtenue sur les dômes de lave de Cabrería. Cependant, une coulée de lave post-glaciaire descend le versant ouest du Chachani entre le sommet et le Nocarane. Aucune éruption historique n'est connue dans le complexe volcanique et la date de la dernière activité non plus.
L'existence de solfatares dans la région du sommet et de sources chaudes à Socosani et Yura a été signalée et une activité sismique fréquente se produit sur le flanc sud-ouest du Chachani. Cette activité pouvant plutôt être liée à des phénomènes géothermiques ou tectoniques que volcaniques. Actuellement, le volcan est considéré comme endormi.

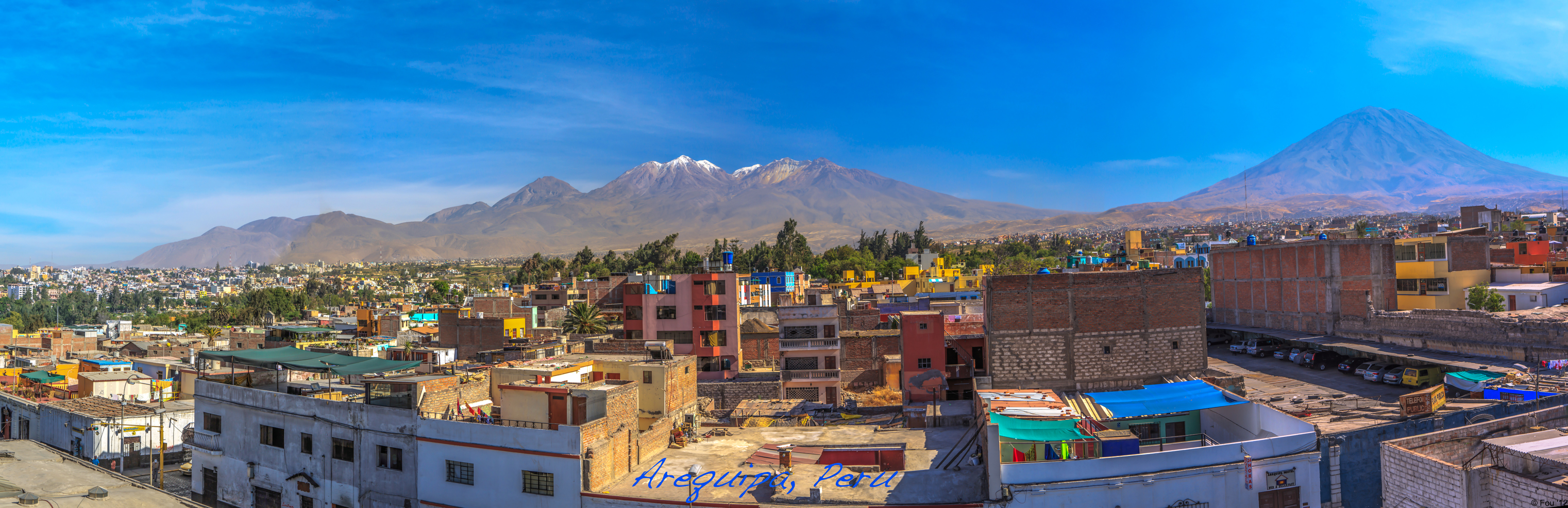
Le Chachani et le Misti (à droite) vus d'Arequipa.

La ville d'Arequipa, avec plus d'un million d'habitants, et ses infrastructures telles que l'aéroport, les centrales hydroélectriques et leurs réservoirs sont à portée du Chachani. Les banlieues ouest d’Arequipa sont à 3 km au-dessous et à moins de 25 km du volcan et en cas de nouvelles éruptions, ils seraient menacés par les coulées pyroclastiques. De plus, la fonte de la glace et de la neige au sommet pourrait engendrer des lahars, qui sont des risques supplémentaires. Le Nevado Chachani est considéré comme un volcan à haut risque et l'Institut géophysique du Pérou y a installé en 2018 une station de surveillance.

### Importance religieuse et archéologique
Les Incas adoraient le Chachani et les montagnes voisines et ont transformé son sommet en sanctuaire qui a ensuite été détruit par l'extraction du soufre et le pillage au point qu'aucune trace archéologiques ne peut être trouvée. Néanmoins, des preuves de sacrifices humain connu sous le nom de capacocha ont été trouvées lors d'expéditions archéologiques.
Le Chachani aurait été exploité pour le soufre à l'époque coloniale et pour la pierre volcanique blanche, l'ignimbrite (communément appelé sillar), qui a été utilisée dans la construction des célèbres bâtiments de l'époque coloniale d'Arequipa, également connue sous le nom de « cité blanche ».
Les habitants d'Arequipa se réfèrent parfois à Chachani comme le « père » du Misti (le Pichu Pichu étant la « mère ») et lui attribuent la capacité d'influencer le sexe des nouveau-nés, pour ne faire que des filles.

## Ascension

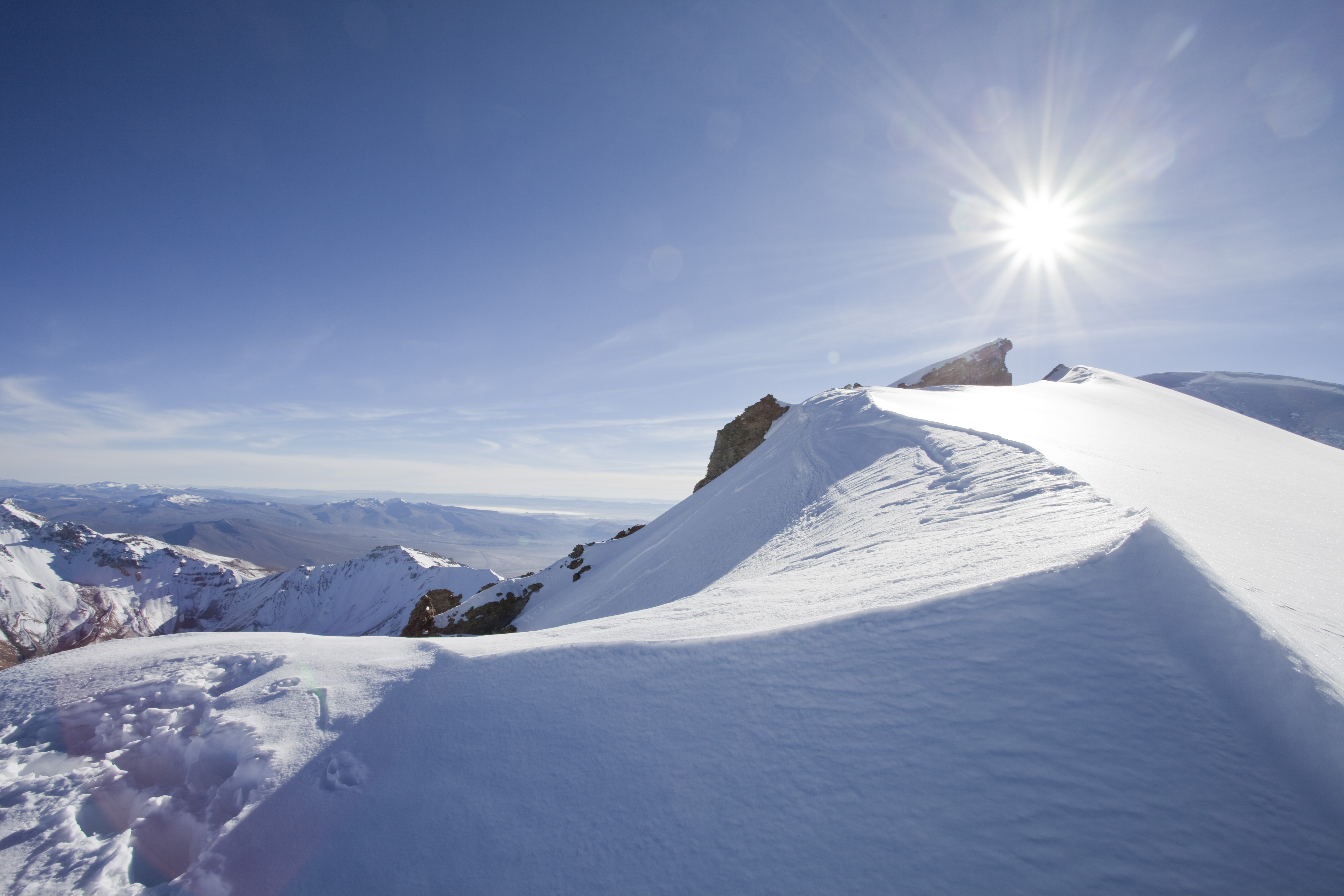
Sommet enneigé du Chachani en avril 2011.

Le volcan est considéré comme l'une des montagnes de cette hauteur les plus faciles à escalader, bien qu'une acclimatation et une bonne santé physique soient nécessaires pour le gravir.
L’ascension du sommet n’est donc pas difficile et peut être réalisée à la bonne saison dans la journée par des personnes inexpérimentées. Elle est donc très appréciée des touristes et beaucoup d’agences d’Arequipa proposent des excursions guidées au sommet, bien que l’altitude soit un problème pour ceux qui ne se sont pas complètement acclimatés. En revanche, le reste de l’année, il est nécessaire d’être encordé et d’utiliser piolets et crampons.
On gravit généralement la montagne par sa face nord, que l’on atteint en 4x4, en sortant de la route principale près de Pampas Cañahuas. Le camp de base se trouve à environ 5 200 mètres d’altitude. En partant aux premières heures du matin, on peut assister au lever du soleil depuis le sommet et même voir le littoral péruvien du Pacifique à l'horizon. Auparavant les randonneurs traversaient les montagnes El Angel et Fatima avant de gravir le Chachani lui-même. Cette voie est maintenant délaissée car trop glacée sur la fin. Les candidats au sommet passent désormais par une voie plus directe sur la face nord, avec un camp de base en revanche plus éloigné.
Le premier alpiniste à l'avoir gravi en 1901, fut l'Italien Celestino Usuelli, ingénieur aéronautique, dans des conditions beaucoup moins faciles que de nos jours.